# Anacroneuria hoogstraali
Anacroneuria hoogstraali är en bäcksländeart som beskrevs av Jewett 1958. Anacroneuria hoogstraali ingår i släktet Anacroneuria och familjen jättebäcksländor. Inga underarter finns listade i Catalogue of Life.